# Terumi Asoshina
Terumi Asoshina (jap. 阿蘇品 照美, Asoshina Terumi; * 2. August 1982) ist eine ehemalige japanische Langstreckenläuferin.
2005 siegte sie beim Karatsu-Straßenlauf über 10 km und bei der Japanischen Firmenmeisterschaft im Halbmarathon. Bei den Halbmarathon-Weltmeisterschaften in Edmonton wurde sie Zwölfte und gewann mit der japanischen Mannschaft Bronze.
Beim Osaka Women’s Marathon 2006 musste sie aufgeben, und nach einem Burnout verließ sie im Februar 2007 das Firmenteam von Kyocera. Ein Comeback-Versuch 2008 im Team von Toyota schlug fehl.

## Persönliche Bestzeiten
- 5000 m: 15:22,51 min, 2. Juli 2003, Sapporo
- 10.000 m: 31:23,55 min, 24. April 2005,	Kōbe
- 10-km-Straßenlauf: 31:59 min, 13. Februar 2005, Karatsu
- Halbmarathon: 1:09:54 h, 13. März 2005, Yamaguchi